# Джефферсон-Сити (Миссури)
Дже́фферсон-Си́ти (англ. Jefferson City) — столица штата Миссури, США, также является главным городом округа Кол.
Город назван в честь третьего президента США Томаса Джефферсона.

## История
В доколумбовы времена этот регион был домом племён, известных как строители курганов. Ко времени прибытия первых европейских поселенцев культура строителей курганов уже исчезла. Основные гипотезы исчезновения: эпидемия оспы, занесённой испанцами в XVII веке, либо нашествие более примитивных, но агрессивных племён осейджей. После образования в 1812 году территории Миссури её администрация первоначально разместилась в Сент-Луисе, а затем переместилась в Сент-Чарльз.
Благодаря расположению в центре штата, Джефферсон-Сити (бывший на тот момент деревней Ломан) был выбран в качестве его постоянной столицы в 1821 году, в то время Томас Джефферсон был ещё жив. Когда законодательное собрание штата приняло решение переехать туда, было предложено название «Миссуриополис», но оно не прижилось, и в итоге законодатели остановились на варианте «Джефферсон-Сити». На протяжении многих лет деревня была лишь торговым постом в незаселённых землях примерно на полпути между Сент-Луисом и Канзас-Сити. В 1825 году поселение было преобразовано в город, а год спустя законодательный орган штата Миссури впервые собрался в Джефферсон-Сити.
Джефферсон-Сити был выбран в качестве места строительства тюрьмы штата, открытой в 1836 году. Тюрьма была местом заключения для целого ряда печально известных американцев, в том числе: чемпиона в супертяжелом весе Сонни Листона, возможного убийцы Мартина Лютера Кинга Джеймса Эрла Рэя и грабителя банков Чарльза «Красавчика» Флойда. Во время гражданской войны Джефферсон-Сити был оккупирован войсками Союза, симпатии горожан разделились, хотя большинство поддерживало Конфедерацию.
Немецкие иммигранты создали виноградники в малых городах по обе стороны от реки Миссури, особенно к северу и востоку от Джефферсон-Сити. Известный благодаря своим виноградникам как Миссурийский Рейнланд, этот район играет большую роль в сельском хозяйстве и туризме региона.

## География и климат
Город построен на реке Миссури в районе холмистого плато Озарк.
Джефферсон-Сити находится в зоне умеренно континентального климата, крупные горные массивы или водоемы вблизи города отсутствуют. Территория подвержена как воздействию холодных арктических ветров из Канады, так и влажных тропических воздушных масс с Мексиканского залива. Лето жаркое и влажное, зима прохладная, умеренно-сухая. Зимой при вторжении северных воздушных масс случаются резкие понижения температуры.
В год 40-50 дней могут быть грозовыми и иногда сопровождаться торнадо.
| Показатель              | Янв.  | Фев.  | Март  | Апр.  | Май  | Июнь | Июль | Авг. | Сен. | Окт. | Нояб. | Дек.  | Год   |
| ----------------------- | ----- | ----- | ----- | ----- | ---- | ---- | ---- | ---- | ---- | ---- | ----- | ----- | ----- |
| Абсолютный максимум, °C | 26,1  | 31,6  | 36,1  | 35,5  | 38,8 | 40,5 | 45,5 | 43,8 | 41,6 | 35,5 | 31,1  | 26,1  | 45,5  |
| Средний максимум, °C    | 4,3   | 7,3   | 13,2  | 19,2  | 23,9 | 28,6 | 31,2 | 31,0 | 26,5 | 20,2 | 13,1  | 5,8   | 18,6  |
| Средняя температура, °C | −0,8  | 1,6   | 7,0   | 12,8  | 18,0 | 23,1 | 25,6 | 25,0 | 20,2 | 13,7 | 7,3   | 0,7   | 12,8  |
| Средний минимум, °C     | −6,1  | −4,1  | 0,7   | 6,5   | 12,1 | 17,6 | 20,0 | 19,0 | 13,8 | 7,1  | 1,6   | −4,4  | 6,9   |
| Абсолютный минимум, °C  | −30,5 | −31,6 | −26,6 | −10,5 | −4,4 | 3,3  | 5,5  | 5,0  | −1,6 | −10  | −17,2 | −31,1 | −31,6 |
| Норма осадков, мм       | 48    | 58    | 76    | 105   | 131  | 111  | 109  | 102  | 105  | 84   | 91    | 69    | 1089  |
| Источник: NWS           |       |       |       |       |      |      |      |      |      |      |       |       |       |

## Население
По данным переписи 2010 года в городе проживало 43 079 человек, имелось 17 278 домохозяйств и 9 969 семей.
Расовый состав населения:
- белые — 78 %
- афроамериканцы — 16,9 %
- латиноамериканцы — 2,6 %

Среднегодовой доход на душу населения составлял 21 268 долларов США (данные 2000 года). Средний возраст горожан — 37,5 лет. Уровень преступности выше среднего по США.

## Экономика и транспорт

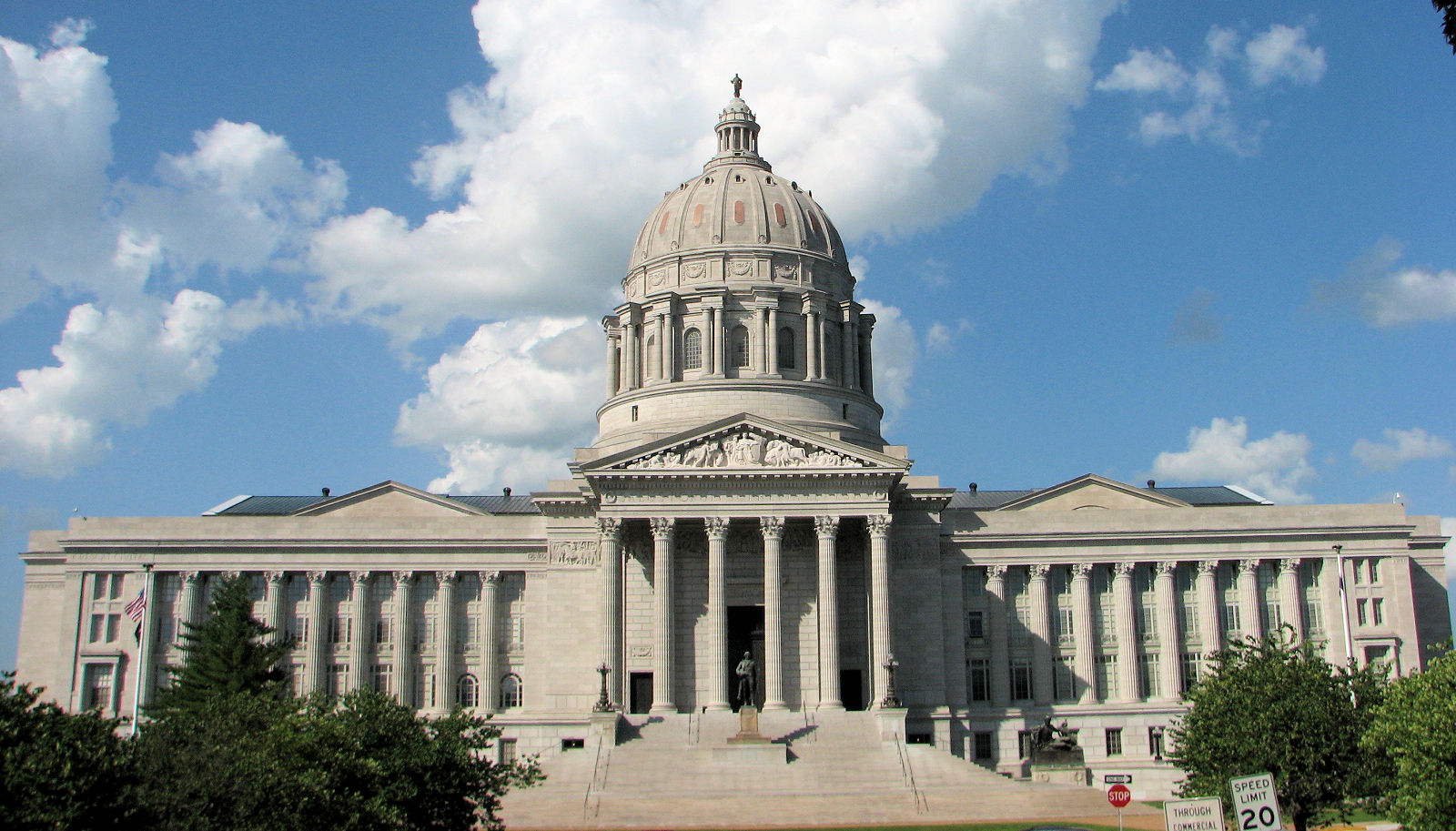
Капитолий штата Миссури

Как и в большинстве столиц штатов, основным в городской экономике является сектор государственного управления. Крупнейший работодатель — правительство штата Миссури, на которое работает свыше 18 тысяч человек. Частный сектор экономики представлен в основном банками, страховыми компаниями и сетями розничной торговли. Имеется несколько предприятий по переработке продукции сельского хозяйства.
Город не имеет своего аэропорта с регулярным сообщением, ближайшие аэропорты находятся в Сент-Луисе и Канзас-Сити. В городе имеется железнодорожная станция, через которую ежедневно проходят две пары поездов Сент-Луис — Канзас-Сити. Джефферсон-Сити является одной из четырёх столиц американских штатов, через которую не проходит ни одно межштатное шоссе. Общественный транспорт представлен городскими автобусами.

## Города-побратимы
- Германия: Мюнхберг